# 明應 (大理)

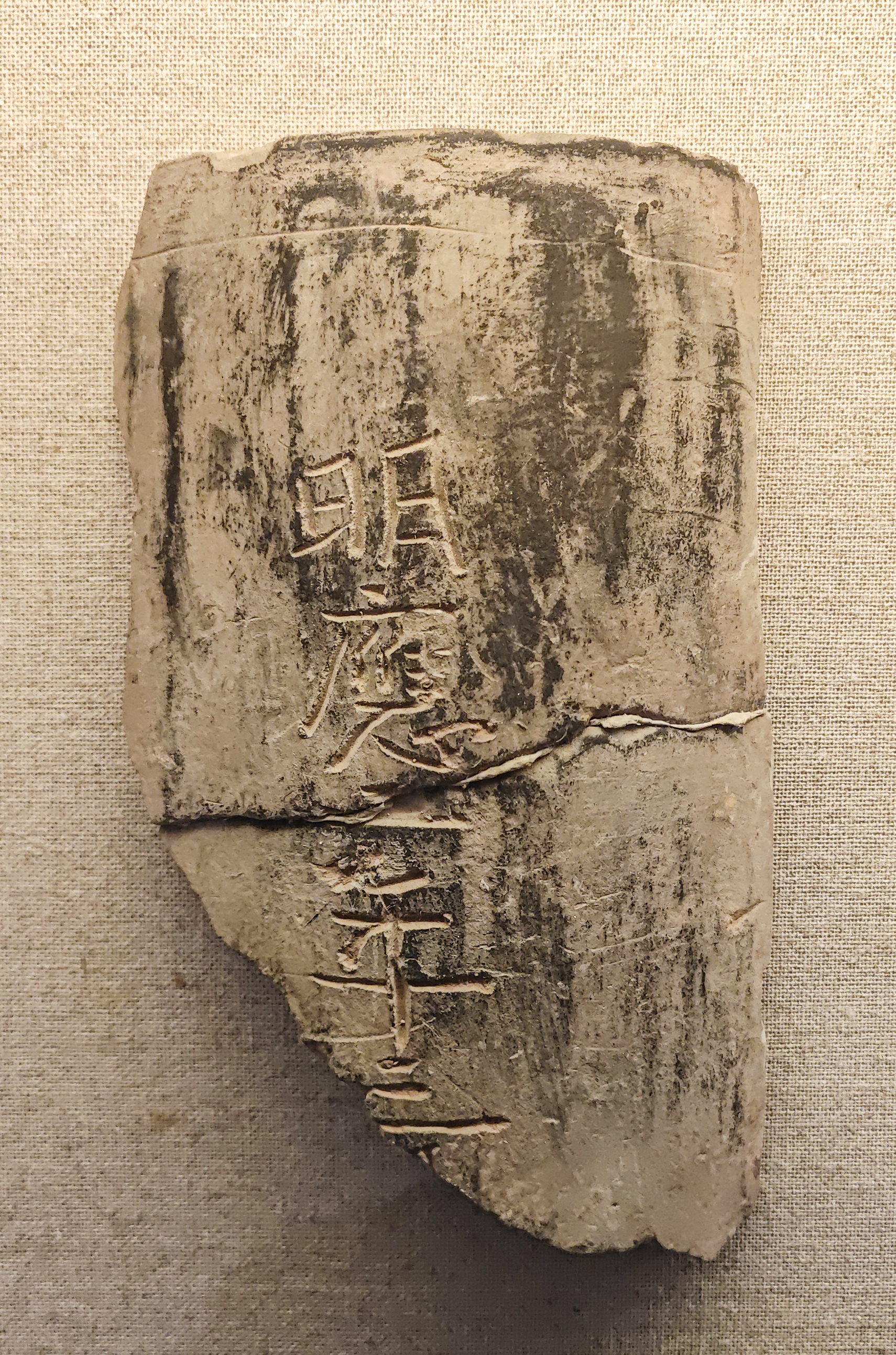
巍山县双圈河建筑遗址出土的“明应二年三月”铭文筒瓦，大理州博物馆藏

明應（1006年—1009年）是大理国皇帝段素英的第五個年号，共計4年。
雲南文獻皆作明應年號為段素英第二個年號。《雲南備徵志》、阮氏《南詔野史》謂始於1005年，《滇史》謂始於988年。1978年9月大理崇聖寺千尋塔刻銘銅片所記「明治四年庚子歲六月十三日」，則明治元年在997年。李崇智提出如文物與胡氏《野史》所記均不誤，明治應在明應之前。楊長城提出明應起於1004年，晚於明治年號，應該排在明治之後。根據2009年通海白塔心出土的《王永海墓碑》署年「明應元年歲次丙午」，則明應元年在1006年，比雲南文獻記載晚一年。黃德榮等認為段素英年號順序為廣明、明聖、明德、明治、明應，明應是段素英最後一個年號。
起訖年，方詩銘、李家瑞作1005年－？，李崇智、段玉明作空白，王雲作988年，黃德榮作1006年－1009年。

## 年號及改元出處
- 倪輅《南詔野史》：「太宗雍熙三年（986）立，改元廣明、明應、明聖等年號。」
- 胡蔚《增訂南詔野史》：「宋太祖乙酉雍熙二年（985）即位。明年（986），改元廣明，又改元明應、明聖、明統、明治。……真宗己酉大中祥符二年（1009），素英卒，在位二十四年。」
- 王崧《雲南備徵志》：「宋太宗雍熙三年（986）即位，改元廣明。宋真宗景德元年甲辰（1004），……次年（1005），改元明應、明聖、明德、明治。大中祥符二年（1009）薨，在位二十四年。」
- 諸葛元聲《滇史》：「段氏六世素英，宋太宗雍熙二年乙酉歲（985）立，改元廣明。……戊子（988），素英改元明應；己丑（989），改元明聖；壬辰（992），改明德；甲午（994），改明治。……素英在位二十四年卒。」
- 李京《雲南志略》：「子秉英立。改元廣明，又改曰明應、明聖、明治、明統。在位二十五年。」
- 楊慎《滇載記》：「素英以宋太祖雍熙二年（985）立，改元五，曰廣明、明應、明聖、明德、明治。」
- 馮蘇《滇考》：「素英在位二十四年，改元五，曰廣明、明應、明聖、明統、明治，真宗祥符二年（1009）卒。」
- 《白古通記淺述》：「雍熙二年（985）即位。」
- 《王永海墓碑》：「明應元年歲次丙午六月六日。」[8]
- 巍山縣雙圈河大理國遺址出土有字筒瓦：「明應二年二月」「明應二年三〔月〕」「四年造」「巳年」「乙巳」「乙巳年」。[9]

## 紀年對照表
| 明應 | 元年   | 二年   | 三年   | 四年   |
| ---- | ------ | ------ | ------ | ------ |
| 公元 | 1006年 | 1007年 | 1008年 | 1009年 |
| 干支 | 丙午   | 丁未   | 戊申   | 己酉   |

## 同期存在的其他政权年号
- 中國
  - 景德（1004年－1017年）：北宋－宋真宗趙恒之年號
  - 大中祥符（1008年－1016年）：北宋－宋真宗趙恒之年號
  - 統和（983年－1012年）：契丹－遼聖宗耶律隆绪之年號
- 越南
  - 應天（994年－1007年）：前黎朝－黎桓、黎龍鉞、黎龍鋌之年號
  - 景瑞（1008年－1010年）：前黎朝－黎龍鋌之年號
- 日本
  - 寬弘（1004年－1013年）：一條天皇與三條天皇之年號